# 822 هـ
822 هـ هي سنة في التقويم الهجري امتدت مقابلةً في التقويم الميلادي بين سنتي 1419 و1420.

## مواليد
- الكمال بن أبي شريف

## وفيات
- شهاب الدين الغزي
- الهادي بن إبراهيم الوزير